# 전위그룹
전위그룹(영어: Vanguard Group)은 1930년대 미국에서 활동한 아나키스트 단체다. 『전위대: 자유지상적 공산주의 저널』을 발행했다. 지도자는 샘 돌고프였다.
1927년, 뉴욕시에서 사라 굿맨과 엘리자베스 굿맨이라는 유대계 아나키스트 두 명이 노장파 아나키스트들에게 염증을 느끼고 Rising Youth Group이라는 단체를 만들었다.:416 이 단체는 1929년 발전적 해산하고 브롱크스 기반의 “자유의 벗들(Friends of Freedom)” 이라는 조직으로 계승되었는데, 이 조직이 1932년 전위그룹이 되었다.:416, 438 비록 결성 계기가 노장파에 대한 불만이었지만, 『전위』의 논조는 전체적으로 『자유로 가는 길』과 비슷했으며, 전위그룹 자체도 엠마 골드만, 루돌프 로커 등 노장파 유대인 아나키스트들의 영향을 뚜렷하게 받았다.:416
전위그룹은 아나키즘을 보다 덜 이론적이고 보다 더 구체적으로 접근하고자 했다. 아나르코공산주의 집단을 자처하면서 노동자와 지식인 양쪽의 지지를 얻을 수 있는 전국적인 아나키스트 연맹체를 만들어 사회혁명을 대비하는 것을 목표로 삼았다.:448 운동론적으로는 세계산업노동자연맹(IWW), 미국사회당(SPA) 등 다른 진보성향 조직들과의 통일전선을 지지했다.
전위그룹은 지도자 중 한 명인 마크 슈미트가 공산당과의 합당을 주장하고 심지어 독소불가침조약을 지지하면서 분열하였다.:424 다른 청년 조직원들, 예컨대 폴 아브리치, 에이브 블루스타인 등은 슈미트의 주장을 반대했고, “챌린지그룹”이라는 별도의 조직으로 떨어져 나갔다.:424, 434, 445, 455 슈미트는 점점 급속하게 스탈린주의로 기울었고, 심지어 자기 편을 들어 잔류한 돌고프 등 다른 조직원들을 사찰하기도 했다. 그 결과 노장파 아나키스트들이 전위그룹을 “아나르코볼셰비키”라고 규탄하기에 이르렀다.:158
전위그룹은 미국이 제2차 세계대전에 참전할 무렵 해산되었다. 루돌프 로커 등 유대인 아나키스트들은 그들 자신부터 나치를 피해 미국으로 도피했기 때문에 연합국의 반파시즘 전쟁을 전면적으로 지지했다. 전위그룹에서는 이것이 노장파들보다 더 나가서 미군에 직접 입대해서 참전하는 조직원까지 생겨났다. 이런 기조에 동의하지 못한 반군국주의자들은 1942년 Why? 그룹에 합류했다.:416-417